# 水野駿太郎
水野 駿太郎（みずの しゅんたろう、1月12日 - ）は、日本の男性声優。ぷろだくしょんバオバブ所属。岡山県岡山市出身。

## 略歴
RME株式会社に所属していたが、2022年9月末をもって退所。2024年3月よりぷろだくしょんバオバブに移籍。

## 人物
方言は岡山弁。趣味はテニス、スポーツ観戦（F1、サッカー）、ゲーム、オカリナ。

## 出演
太字はメインキャラクター。

### テレビアニメ
- 弱キャラ友崎くん（2021年 - 2024年[5]、竹井[6][7][8]） - 2シリーズ[一覧 1]
- 忍たま乱太郎（2024年、忍者[9]、通行人[10]）
- 履いてください、鷹峰さん（2025年、古典教師[11]）

### ゲーム
- NightCry（ジェローム）
- コニーアマランス（リーフ・ラコス）
- クロスセイバー（姜維）
- ファンタジークロニクル（アサシン）
- 99ドラゴンズ（キリュウ・カザミ）
- Project Nimbus　(モビウス)
- キングダムカム・デリバランス（ヘンリー）
- フィーバーダンク
- ステラバラード（魔導士[12]）
- イース6 オンライン〜ナピシュテムの匣〜（ファウスト）
- モンスターストライク（2025年、アーモンナイト[13]）

### ドラマCD
- 弱キャラ友崎くん（2020年、竹井）※文庫第8.5巻ドラマCD付き特装版[14]

### 吹き替え

#### 映画
- ヒットマン:インポッシブル（ゾリ〈ゾルタン・フェンヴェシ〉）
- アンダーカバー（ネイト・フォスター〈ダニエル・ラドクリフ〉）
- グリーンルーム（タイガー〈カラム・ターナー〉）
- 聖なる鹿殺し キリング・オブ・ア・セイクリッド・ディア（マーティン〈バリー・コーガン〉）
- キリング・マシーン（ネロ〈スコット・アドキンス〉）
- ナイト・ウォッチャー（バート〈タイ・シェリダン〉）
- mid90s ミッドナインティーズ（フォースグレード〈ライダー・マクラフリン〉[15]）
- マルモイ ことばあつめ（ミン・ウチョル〈ミン・ジヌン〉[16]）
- 聖なる犯罪者（ピンチェル〈トマス・ジィエンテク〉[17]）
- バトル・オブ・ダンジア 魔獣大戦（ジョウ・トン〈ハー・ポン〉[18]）
- ライジング・ホーク 猛軍襲来（マキシム〈アレックス・マクニコル〉[19]）
- グリーン・ナイト（スカベンジャー〈バリー・コーガン〉[20]）

#### アニメ
- リトルフット 大恐竜帝国（ワイルドアームズ）
- 氷の国のスイフティ 北極危機一髪!（レミー[21]）
- バーニーの世界（グレイディ）
- RINGING FATE（2025年、石男）

### デジタルコミック
- 愛さないといわれましても～元魔王の伯爵令嬢は生真面目軍人に餌付けをされて幸せになる～（2024年、貴族[22]）

### テレビドラマ
- 武蔵忍法伝 忍者烈風 （2018年、TOKYO MX） - 金茂木旭彦

### シリーズ一覧
1. ↑  第1期（2021年）、第2期『2nd STAGE』（2024年）